# 臨溪路
臨溪路（通用漢語：LinXi Rd.，威妥瑪拼音：LinHsi Rd.），為臺灣臺北市士林區雙溪地區的次要區域道路。道路起於至善路一段後段望星橋旁，迄於東吳大學主校區（外雙溪校區）內至自強隧道一帶止。全線為雙向一至二車道；道路名稱取自其地理位置，因緊臨一旁之外雙溪而得名。全路段除74巷和100巷人行區域屬於臨溪里外，其餘主要路段和校區皆屬於福林里境內；段籍於至善路一段138巷交叉路口前屬於福林段二小段，以後之主要區域則屬於翠山段二小段。

## 交通
臨溪路因位處校區地帶，全路段最高速限為20公里/小時，並且全路段禁止鳴笛。此外臨溪路無連接其他道路，故僅作為地區性連絡支道。臨溪路下屬62巷、74巷和100巷三巷弄，其中100巷於校區內則又稱為敬熙路。
此外，公車多停靠於至善路一段「東吳大學（錢穆故居）」站，並未駛入臨溪路。以下為僅有之駛經此路之公車：
| 編號 | 路線起迄            | 本路段公車站牌 | 經營業者 |
| ---- | ------------------- | -------------- | -------- |
| 300  | 小南門-故宮博物院   | 東吳大學       | 中興巴士 |
| 557  | 天文科學館-東吳大學 | 東吳大學       | 中興巴士 |

## 文化
臨溪路正位於東吳大學校本部地區，故多相關設施名稱都以其命名。此外鹿憶鹿著有雜文集《臨溪路70號》（ISBN:9789867080431），而其則是東吳大學之地址。臨溪路因處於河岸地帶，腹地面積較窄，學生宿舍名額亦有限。同時也因處河岸，每當豪雨或颱風來臨都經常淹水。臺北市政府工務局水利工程處於2015年八月起即擬定「東吳大學校門口臨溪路護岸整建及河道整治工程」並核定2357萬修建，以解決汛期所帶來的情況。

## 沿途地點
- 東吳綠地
- 東吳大學校本部（外雙溪校區）
  - 東吳大學人文社會學院
  - 東吳大學外國語文學院
  - 東吳大學理學院
- 錢穆故居
- 文間山（又稱交間山、福山）
- 東山步道（100巷）
- 梅林新村

## 資料來源
1. ↑  .   [2022-04-07]. （原始内容存档于2022-04-07）.
2. ↑  臺北市道路列表#自然景觀
3. ↑  地理資訊科學研究專題中心NLSC行政區村里界圖
4. ↑  地理資訊科學研究專題中心NLSC段籍圖
5. ↑  .   [2022-04-07]. （原始内容存档于2022-06-27）.
6. ↑  .   [2022-04-07]. （原始内容存档于2022-04-07）.
7. ↑  .   [2022-04-07]. （原始内容存档于2022-04-07）.